# Rasa de les Olles
La Rasa de les Olles és un torrent afluent per la dreta del Riu Fred que fa tot el seu curs pel terme municipal d'Odèn. Neix al vessant oriental de la Serra de Serra-seca, entre els cims del Serra-seca (440 m. al sud) i el Roc de les Onze (225 m. al nord), a escassos metres a llevant de la carretera de Cambrils d'Odèn a Montpol. De direcció global cap a l'est, s'escola entre el vessant nord del Turó de les Olles i el vessant sud del Turó de Móres, passa pel sud de la masia de Móres i un centenar de metres abans de desguassar al seu col·lector, entra en territori del PEIN Ribera Salada.
La seva xarxa hidrogràfica, que també transcorre íntegrament pel terme d'Odèn, està constituïda per 33 cursos fluvials la longitud total dels quals suma 18.963 m. En són afluents la Rasa de la Presó, la Rasa de Coll Pregon i la Rasa de Cal Quel.